# Márcio Ravelli
Márcio Ravelli (Itu, 27 de fevereiro de 1972) é um ciclista brasileiro de mountain bike.
O atleta detém treze títulos de campeão brasileiro de mountain bike, duas medalhas no Panamericano de MTB, tricampeão iron biker 
e uma medalha de bronze no campeonato mundial de  mountain bike .